# NGC 1737
NGC 1737 – mgławica emisyjna położona w gwiazdozbiorze Złotej Ryby, w Wielkim Obłoku Magellana. Stanowi część większego kompleksu gwiazdotwórczego. Została odkryta 11 listopada 1836 roku przez Johna Herschela.